# Ivergny
Ivergny és un municipi francès situat al departament del Pas de Calais i a la regió dels Alts de França. L'any 2007 tenia 243 habitants.

## Demografia

### Població
El 2007 la població de fet d'Ivergny era de 243 persones. Hi havia 88 famílies de les quals 20 eren unipersonals (4 homes vivint sols i 16 dones vivint soles), 24 parelles sense fills, 32 parelles amb fills i 12 famílies monoparentals amb fills.
La població ha evolucionat segons el següent gràfic:
Habitants censats

### Habitatges
El 2007 hi havia 95 habitatges, 89 eren l'habitatge principal de la família, 4 eren segones residències i 2 estaven desocupats. Tots els 94 habitatges eren cases. Dels 89 habitatges principals, 78 estaven ocupats pels seus propietaris, 9 estaven llogats i ocupats pels llogaters i 2 estaven cedits a títol gratuït; 1 tenia dues cambres, 8 en tenien tres, 19 en tenien quatre i 61 en tenien cinc o més. 72 habitatges disposaven pel capbaix d'una plaça de pàrquing. A 47 habitatges hi havia un automòbil i a 34 n'hi havia dos o més.

### Piràmide de població
La piràmide de població per edats i sexe el 2009 era:
| Homes | Edats   | Dones |
| ----- | ------- | ----- |
| 0     | 95 o +  | 0     |
| 4     | 90 a 94 | 0     |
| 0     | 85 a 89 | 4     |
| 0     | 80 a 84 | 4     |
| 12    | 75 a 79 | 20    |
| 0     | 70 a 74 | 0     |
| 0     | 65 a 69 | 0     |
| 4     | 60 a 64 | 8     |
| 0     | 55 a 59 | 0     |
| 16    | 50 a 54 | 8     |
| 4     | 45 a 49 | 4     |
| 16    | 40 a 44 | 0     |
| 8     | 35 a 39 | 12    |
| 4     | 30 a 34 | 8     |
| 0     | 25 a 29 | 8     |
| 0     | 20 a 24 | 0     |
| 0     | 15 a 19 | 0     |
| 4     | 10 a 14 | 12    |
| 12    | 5 a 9   | 8     |
| 12    | 0 a 4   | 8     |

## Economia
El 2007 la població en edat de treballar era de 129 persones, 77 eren actives i 52 eren inactives. De les 77 persones actives 71 estaven ocupades (45 homes i 26 dones) i 6 estaven aturades (1 home i 5 dones). De les 52 persones inactives 10 estaven jubilades, 18 estaven estudiant i 24 estaven classificades com a «altres inactius».

### Ingressos
El 2009 a Ivergny hi havia 88 unitats fiscals que integraven 238 persones, la mediana anual d'ingressos fiscals per persona era de 14.067 €.

### Activitats econòmiques
Dels 2 establiments que hi havia el 2007, 1 era d'una empresa extractiva i 1 d'una empresa d'hostatgeria i restauració.
L'any 2000 a Ivergny hi havia 8 explotacions agrícoles que ocupaven un total de 416 hectàrees.

## Equipaments sanitaris i escolars
El 2009 hi havia una escola elemental integrada dins d'un grup escolar amb les comunes properes formant una escola dispersa.

## Poblacions més properes
El següent diagrama mostra les poblacions més properes.